# Maria Belpaire
Maria Elisabeth Hyazinthe Belpaire (* 31. Januar 1853 in Antwerpen; † 9. Juni 1948 ebenda) war eine flämische Schriftstellerin.

## Leben

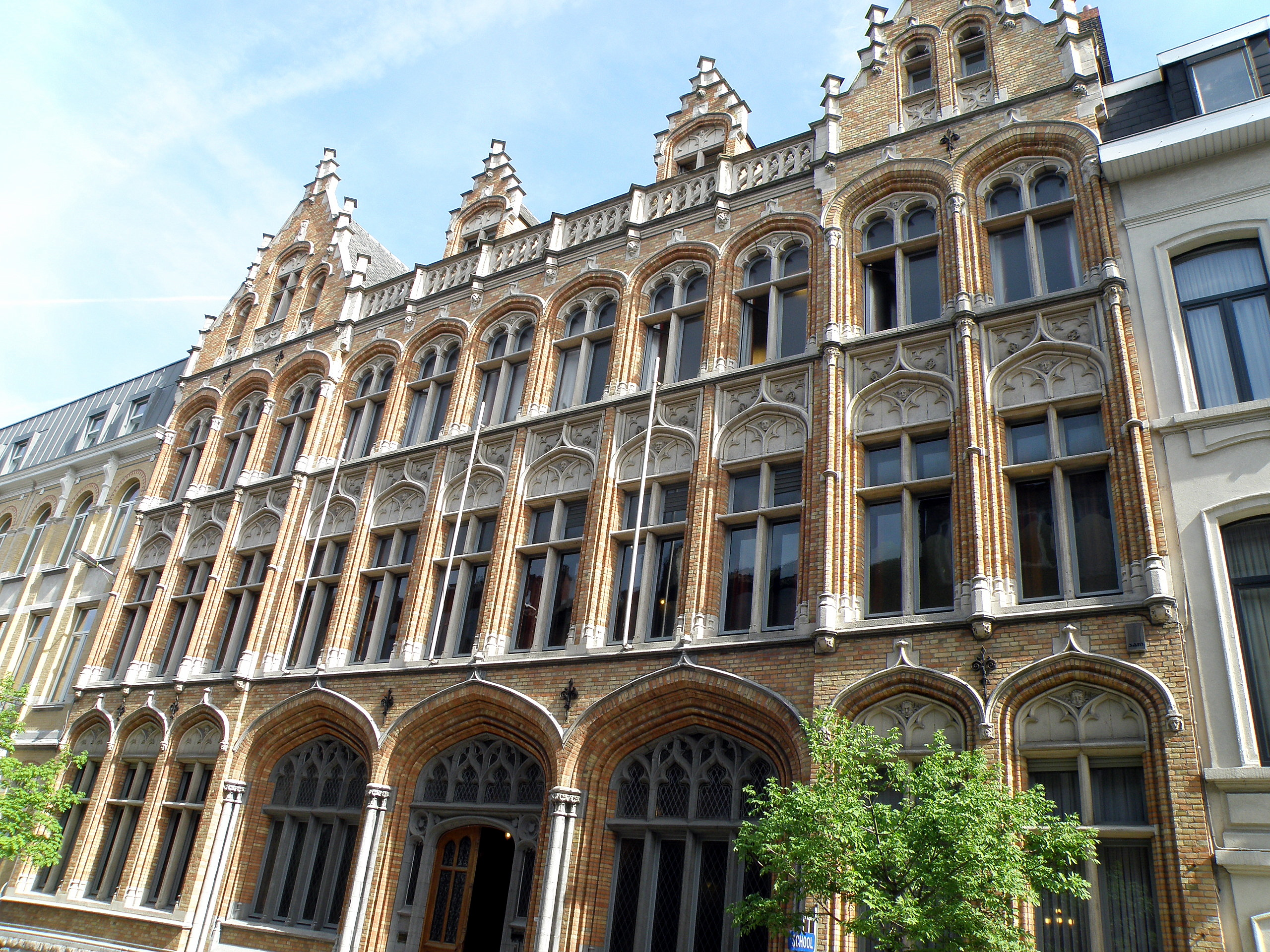
Belpaire-Institut, Jozef De Bomstraat 11, Antwerpen

Belpaire schrieb neben Lyrik und Novellen auch musik- und literaturwissenschaftliche Essays. Sie war Mentorin und Mäzenin der Zeitschrift Dietsche Warande & Belfort, zudem von 1914 bis 1918 Leiterin der Zeitung De Belgische Standaard in De Panne. Sie gründete das Belfort-Institut, eine Modellschule für Mädchen, die Katholische Flämische Hochschule für Frauen (1919) und den Frauenbund Constance Teichmann (1910).
Belpaire war bestrebt, das katholische Flandern zu fördern und zu unterstützen. Von der Katholischen Universität Löwen wurde ihr dafür der Dr. h.c. verliehen.
In Antwerpen gründete sie eine Generalliga christlicher Frauen.

## Werke
- Uit het leven (1887)
- Christen Ideaal (1904)
- Beethoven, kunst en levensbeeld (1911)
- Wonderland (6 Bd., 1894–1908)
- Kunst en Levensbeelden (I: 1906, II: 1919)